# ستان هيكسون
ستان هيكسون (بالإنجليزية: Stan Hixon)‏ هو لاعب كرة قدم أمريكية ومدرب رياضي أمريكي، ولد في 24 يونيو 1957 في ليكلاند في الولايات المتحدة.